# Dmitri Shevchenko (esgrimidor)
Dmitri Stepanóvich Shevchenko –en ruso, Дмитрий Степанович Шевченко– (Moscú, 13 de noviembre de 1967) es un deportista ruso que compitió en esgrima, especialista en la modalidad de florete.
Participó en tres Juegos Olímpicos de Verano, obteniendo en total dos medallas; oro en Atlanta 1996, en la prueba por equipos (junto con Ilgar Mamedov y Vladislav Pavlovich), y bronce en Sídney 2000, en la prueba individual; además de un 5º lugar en Barcelona 1992 (por equipos).
Ganó cinco medallas en el Campeonato Mundial de Esgrima entre los años 1989 y 1995, y dos medallas en el Campeonato Europeo de Esgrima, oro en 1994 y bronce en 1995.

## Palmarés internacional
| Representando a la URSS |                          |                   |                     |
| Campeonato Mundial      |                          |                   |                     |
| Año                     | Lugar                    | Medalla           | Prueba              |
| 1989                    | Denver (Estados Unidos)  | Medalla de oro    | Florete por equipos |
| 1990                    | Lyon (Francia)           | Medalla de bronce | Florete individual  |
| 1990                    | Lyon (Francia)           | Medalla de bronce | Florete por equipos |
| Representando a Rusia   |                          |                   |                     |
| Juegos Olímpicos        |                          |                   |                     |
| Año                     | Lugar                    | Medalla           | Prueba              |
| 1996                    | Atlanta (Estados Unidos) | Medalla de oro    | Florete por equipos |
| 2000                    | Sídney (Australia)       | Medalla de bronce | Florete individual  |
| Campeonato Mundial      |                          |                   |                     |
| Año                     | Lugar                    | Medalla           | Prueba              |
| 1995                    | La Haya (Países Bajos)   | Medalla de oro    | Florete individual  |
| 1995                    | La Haya (Países Bajos)   | Medalla de plata  | Florete por equipos |
| Campeonato Europeo      |                          |                   |                     |
| Año                     | Lugar                    | Medalla           | Prueba              |
| 1994                    | Cracovia (Polonia)       | Medalla de oro    | Florete individual  |
| 1995                    | Keszthely (Hungría)      | Medalla de bronce | Florete individual  |